# Madame Delaval
Madame Delaval ou Madame De La Valle, née Adélaïde-Suzanne-Camille Larrivée (12 octobre 1763-vers 1804), est une harpiste, pianiste et compositrice française établie au Royaume-Uni.

## Biographie
Elle a étudié la harpe avec Jean-Baptiste Krumpholz à Paris. Elle a été employée par Johann Peter Salomon pour participer à des concerts à Hanover Square à Londres en 1790 et a joué lors du premier concert de Haydn en 1792. Elle a également été employée par les Ashley pour des concerts à Covent Garden en 1796. Ses travaux ont été édités pour publication par la harpiste Jessica Suchy-Pilalis (en).

## Œuvres
Delaval a publié une cantate, de la musique pour harpe et de nombreuses chansons françaises.
- Les Adieux de l'infortuné Louis XVI à son peuple, cantate